# George Canning
George Canning (ur. 11 kwietnia 1770 w Londynie, zm. 8 sierpnia 1827 w Chiswick w hrabstwie Middlesex) – brytyjski polityk i dyplomata, premier Wielkiej Brytanii od 10 kwietnia do 8 sierpnia 1827 r.
Był zwolennikiem polityki premiera Pitta. W gabinecie premiera Portlanda był ministrem spraw zagranicznych. W latach 1813–1816 był posłem w Lizbonie, w 1816 r. został przewodniczącym Rady Kontroli, w 1822 r. został powtórnie ministrem spraw zagranicznych. W 1827 r. został premierem.

## Wczesne lata życia
Canning urodził się w domu swoich rodziców przy Queen Anne Street w londyńskiej dzielnicy Marylebone. Jego ojcem był George Canning z Garvagh w irlandzkim hrabstwie Londonderry, prawnik z wykształcenia, który bez sukcesów zajmował się handlem winami. Zrezygnował on z przypadającej mu części rodowych posiadłości, w zamian za spłacenie jego długów. Zmarł w dniu pierwszych urodzin swojego syna w 1771 r. Matka przyszłego premiera, Mary Anne Costello, pracowała jako aktorka.
Ponieważ George był zdolnym dzieckiem przyjaciele rodziny przekonali jego stryja, londyńskiego kupca Stratforda Canninga, aby przejął opiekę nad bratankiem. George dorastał więc wśród kuzynów w domu swojego stryja, który zapewnił mu utrzymanie i wykształcenie. Dzięki wsparciu stryja George ukończył Eton College i studia w Christ Church na Uniwersytecie Oksfordzkim.
Podczas nauki Canning zyskał opinię biegłego pisarza i oratora. Zaprzyjaźnił się m.in. z lordem Liverpoolem, Granville’em Levesonem-Gowerem i Johnem Hookhamem Frere’em. Po ukończeniu studiów w 1791 r. rozpoczął karierę prawniczą.

## Początki kariery politycznej
Stratofrd Canning należał do zwolenników stronnictwa wigów i przedstawił bratanka czołowym politykom tego ugrupowania, takim jak Charles James Fox, Edmund Burke, czy też Richard Brinsley Sheridan, z którym George zaprzyjaźnił się.
Pochodzenie Canninga i niewielka ilość pieniędzy sprawiła jednak, że jego kariera w partii wigów, grupującej przede wszystkich bogatych właścicieli ziemskich i przemysłowców, była bardzo problematyczna. Obserwując wydarzenia rewolucji francuskiej Canning zbliżył się w poglądach do stronnictwa torysów. Pod patronatem lidera torysów, Williama Pitta Młodszego, uzyskał w 1793 r. mandat parlamentarny z okręgu Newtown. W 1796 r. przeniósł się do Wendover.
Podczas swojej kariery politycznej Canning wielokrotnie zmieniał okręgi wyborcze. W latach 1802–1806 był deputowanym z Tralee, później ponownie z Newtown, a w latach 1807–1812 reprezentował okręg wyborczy Hastings. Następnie sprawował mandat parlamentarny z okręgów Petersfield (1812), Liverpool (1812–1823), Harwich (1823–1826) i Newport na wyspie Wight (1826–1827). W ostatnich miesiącach życia reprezentował okręg wyborczy Seaford.

## Na stanowiskach ministerialnych
2 listopada 1795 r. Canning otrzymał pierwsze stanowisko w administracji rządowej, obejmując tekę podsekretarza stanu w Ministerstwie Spraw Zagranicznych. Dał się na tym stanowisku poznać jako zwolennik premiera Pitta i często toczył spory ze swoim przełożonym lordem Grenville’em. Zrezygnował z tego stanowiska 1 kwietnia 1799 r. Został wówczas komisarzem przy Radzie Kontroli.
W 1800 r. otrzymał stanowisko płacmistrza armii. Utracił to stanowisko po upadku gabinetu Pitta w 1801 r. Kiedy Pitt ponownie stanął na czele rządu w 1804 r., Canning otrzymał stanowisko skarbnika floty. Po śmierci Pitta w 1806 r. Canning odszedł z rządu. W 1807 r. został ministrem spraw zagranicznych w gabinecie księcia Portland.

## Pojedynek z Castlereaghem
Na tym stanowisku Canning odpowiadał m.in. za brytyjski atak na Kopenhagę w 1807 r. W 1809 r. doszło do sporów między Canningiem a ministrem wojny i kolonii lordem Castlereaghem dotyczącego oddziałów, które Canning chciał wysłać do Portugalii, a Castlereagh wysłał do Holandii. Kłótnie obu ministrów osłabiały gabinetu. Schorowany książę Portland nie interweniował, dopóki Canning nie zagroził rezygnacją, jeśli Castlereagh nie zostanie zamieniony na lorda Wellesleya. Portland zgodził się dokonać tej zmiany przy pierwszej nadarzającej się okazji.
Castleragh dowiedział się o zawartym układzie we wrześniu 1809 r. i wyzwał Canninga na pojedynek. Canning przyjął wyzwanie i do starcia obu ministrów doszło 21 września. Canning spudłował, a Castlereagh trafił rywala w udo. Wkrótce potem książę Portland podał się do dymisji, a król Jerzy III mianował premierem Spencera Percevala. W skład nowego gabinetu nie weszli ani Canning, ani Castlereagh.

## Dalsze lata
Po zabójstwie Percevala w 1812 r. nowy premier, lord Liverpool, zaoferował Canningowi tekę ministra spraw zagranicznych, ale ten odmówił, nie chcąc wchodzić w skład tego samego gabinetu co Castlereagh. W 1814 r. otrzymał stanowisko ambasadora w Lizbonie. W 1815 r. powrócił do kraju. Lord Liverpool ponownie zaproponował mu stanowisko w rządzie. Ostatecznie w 1816 r. Canning stanął na czele Rady Kontroli. W 1820 r. musiał jednak ponownie zrezygnować, kiedy opozycja oskarżyła go o zbyt bliskie relacje z królową Karoliną, żoną Jerzego IV.
W 1822 r. lord Castlereagh popełnił samobójstwo i Canning zastąpił go na stanowiskach ministra spraw zagranicznych i przewodniczącego Izby Gmin. Na tym stanowisku starał się zapobiec umocnieniu francuskich wpływów w nowo powstających państwach Ameryki Południowej. Popierał również kampanię na rzecz zniesienia niewolnictwa.

## Na czele rządu
Lord Liverpool odszedł ze stanowiska premiera w 1827 r. Jego następcą został Canning, ale czołowi politycy stronnictwa torysów, książę Wellington i Robert Peel, odmówili wejścia do jego gabinetu. W łonie torysów nastąpił podział na „ultrasów” i popierających rząd „Canningites”. Aby uzyskać większość w Izbie Gmin, Canning zawarł koalicję z partią wigów.
W tym czasie zdrowie Canninga stopniowo się pogarszało. Zmarł w 8 sierpnia 1827 r. Był premierem przez 119 dni, najkrócej w historii Wielkiej Brytanii. Został pochowany w opactwie westminsterskim.

## Rodzina
8 lipca 1800 r. poślubił Joan Scott (1776–14 marca 1837), córkę generała-majora Johna Scotta i Margaret Dundas. Świadkami na ślubie byli William Pitt Młodszy i John Hookham Frere. George i Joan mieli razem trzech synów i córkę:
- George’a Charlesa Canninga (1801–1820), zmarł na gruźlicę
- Williama Pitta Canninga (1802–1828), utonął na Maderze w Portugalii
- Harriet Canning (13 kwietnia 1804 – 8 stycznia 1876), żonę Ulicka de Burgh (1. markiza Clanricarde), miała dzieci
- Charlesa Johna Canninga (14 grudnia 1812-17 czerwca 1862 1. hrabia Canning)

## Gabinet George’a Canninga, kwiecień - sierpień 1827
- premier, pierwszy lord skarbu, kanclerz skarbu: George Canning
- lord kanclerz: John Copley, 1. baron Lyndhurst
- lord przewodniczący Rady: Dudley Ryder, 1. hrabia Harrowby
- lord tajnej pieczęci: William Bentinck, 4. książę Portland
- minister spraw wewnętrznych: William Sturges Bourne
- minister spraw zagranicznych: John Ward, 1. hrabia Dudley
- minister wojny i kolonii: Frederick Robinson, 1. wicehrabia Goderich
- przewodniczący Zarządu Handlu: William Huskisson
- przewodniczący Rady Kontroli: Charles Watkin Williams-Wynn
- Kanclerz Księstwa Lancaster: Nicholas Vansittart, 1. baron Bexley
- sekretarz ds. wojny: Henry Temple, 3. wicehrabia Palmerston
- minister bez teki: Henry Petty-Fitzmaurice, 3. markiz Lansdowne

Zmiany
- maj 1827 r. - lord Carlisle, pierwszy komisarz ds. lasów, zostaje członkiem gabinetu
- lipiec 1827 r. - książę Portland zostaje ministrem bez teki, lord Carlisle zastępuje go na stanowisku lorda tajnej pieczęci, William Sturges Bourne zastępuje Carlisle'a na stanowisku pierwszego komisarza ds. lasów, lord Lansdowne zastępuje Bourne’a na stanowisku ministra spraw wewnętrznych, George Tierney, zarządca mennicy, zostaje członkiem gabinetu